# Casal dels Amics del Vi i de la Bona Taula
El Casal dels Amics del Vi i de la Bona Taula és una entitat amb seu a Vilafranca del Penedès fundada el 1982.
Organitza conferències, degustacions, col·loquis, cursets d'iniciació, etc. A més, organitza la Festa de la Verema del Penedès, que té lloc el setembre.
Ha participat en l'organització de la Federació de Confraries Bàquiques (Sant Sadurní d'Anoia, 1985).
És membre fundador de FIRAVI i del Patronat Municipal de Turisme de Vilafranca del Penedès.